# 小笠原長旌
小笠原 長旌（おがさわら ながあき）は、戦国時代から安土桃山時代の武将。石見国邑智郡川本の温湯城を本拠とする石見小笠原氏第15代当主。父は小笠原長雄。

## 生涯
天文12年（1543年）、石見国邑智郡川本の温湯城を本拠地とする国人である小笠原長雄の子として生まれる。
弘治2年（1556年）11月27日に石見小笠原氏の氏神である三原郷八幡宮（後の武明八幡宮）の社前において元服する。長旌の元服の翌日である11月27日には、父・長雄が八幡宮の神主である湯浅権頭の長旌元服の祈念に対する労を謝して200疋の田地を与え、陣役等を免除し、段銭以下を徴収するように命じている。
永禄11年（1568年）、毛利元就の北九州攻めに従軍し、永禄12年（1569年）の尼子勝久が蜂起した際は長旌が先陣を務め活躍した。同年12月に父・長雄が死去したため、家督を継ぐ。
元亀2年（1571年）8月、大田北八幡宮内殿を再建する。また、小笠原長実と共に長久郷八幡宮を造営し、小笠原長経と共に吉永村八幡宮の神殿を再建し、小笠原長俊と共に川合村八幡宮の本殿と拝殿を再建する。
天正5年（1577年）3月、石見小笠原氏家臣である坂根四郎左衛門実延の「坂根三郎右衛門長正」への改名を許可する。

### 吉川経言養子縁組問題
長旌は病弱であり、実子がいなかったことから、重臣の小笠原長治は毛利氏一族である吉川氏本家から養子を迎えようと画策した。当初は吉川元春の四男・吉川松寿丸を養子に迎えたいと要請したが、まもなく松寿丸が早世したため、天正7年（1579年）に元春の三男・吉川経言（のちの吉川広家）を養子に迎えることを要請した。自身の処遇に不満を持っていた経言自身も、父を押し切る形でこの話に乗った。天正9年（1581年）、小笠原氏と吉川氏の間で養子縁組の合意がなされ、残るは主君・毛利輝元の承認を受けるだけという段階に至って、しかし輝元が激しく反対したため、この養子縁組は取り止められた。
光成準治はこの養子縁組の話を、長旌からすれば吉川氏から養子を入れて毛利氏一門になることにより、毛利氏に没収された本領の温湯城の返還につながるという期待から始まり、吉川氏の庶流であり所領の乏しい宮庄氏を継ぐことになっていた経言は、自己への待遇の低さに対する不満からこれに応じ、一方の輝元（毛利本家）は、家中での吉川氏の発言力増大と旧尼子方でも最後まで毛利に抵抗していた小笠原氏の家格上昇は、他の旧尼子家臣とのバランスを崩すことになる、という警戒感から反対したと解説する（後に輝元は、経言の不満を解消させる為に隠岐国一国を与えることになる）。

### 後継ぎと転封

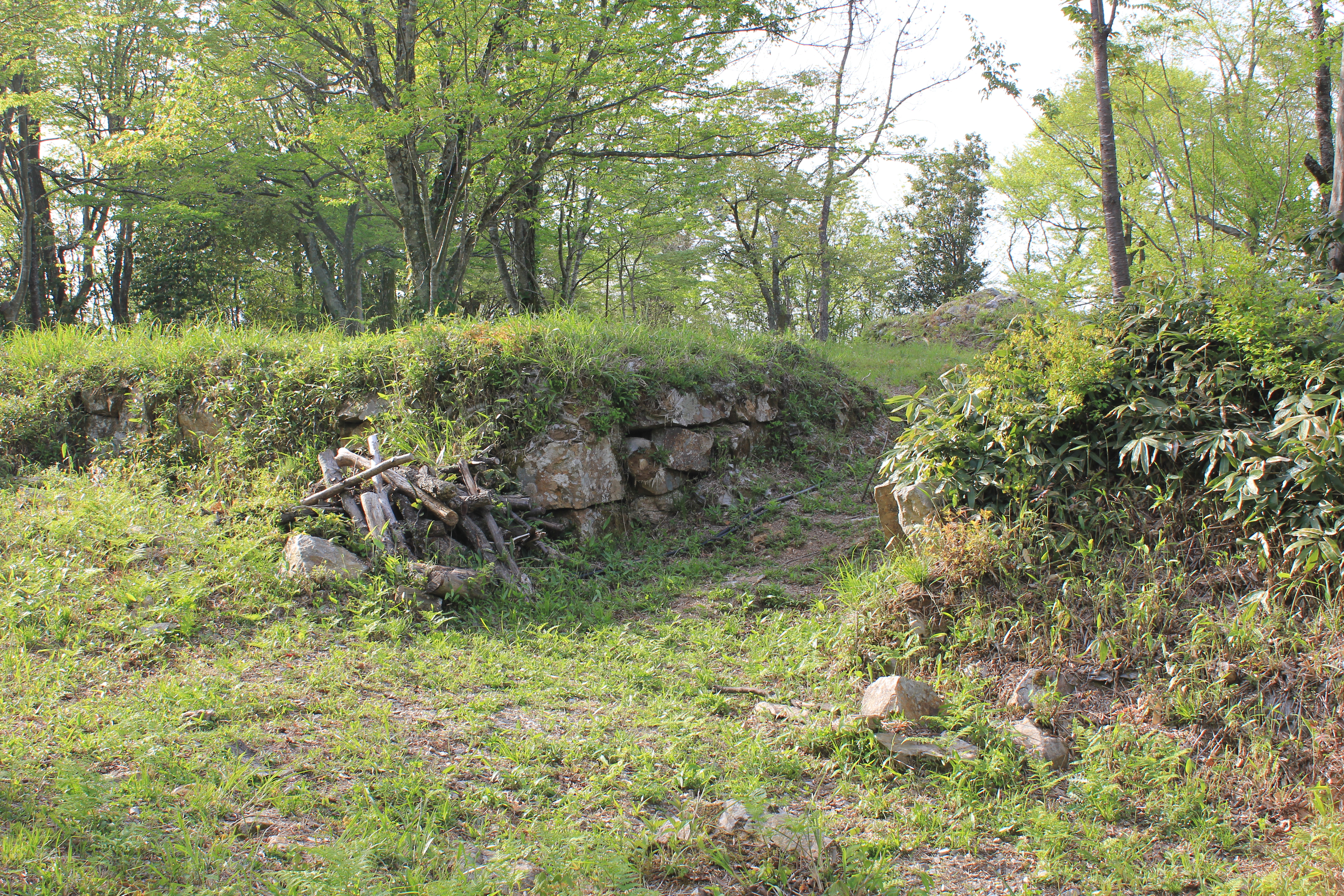
長旌が築城した丸山城の石垣

これ以降も長らく長旌に男子が生まれず、病で在広島の勤めが出来なかったため、長旌の娘と長旌の弟・元枝の子である長親とを婚姻させ、小笠原氏の後継とし、元枝をその後見とした。その際に、これ以後に長旌に実子が生まれた場合はその実子を後継とすると定めており、天正19年（1591年）に長旌に実子である千代童丸が生まれると、千代童丸が後継となった。しかし、千代童丸は翌年に早世したため、再び長親を後継、元枝を後見として家政を宰領させることとなる。
長旌時代の小笠原氏領は、河本や三原を中心に江の川北岸に広がり、邑智・迩摩・安濃・那賀の四郡に渡って、約3万5,000石に及んでいたが、天正20年（1592年）に毛利輝元より、出雲国神門郡神西へと転封され、石見国を離れることとなる。この際、小笠原氏は出雲について行きたいと願い出た多くの家臣を石見に残し、主だった親族とさしあたり必要な家臣を伴って神西へと移ったため、残された小笠原氏一族と家臣等の多くは帰農することとなった。
「丸山伝記」や、神西の大就寺にある碑文によれば文禄4年（1595年）に、「孫左文書」によれば慶長8年（1603年）に長旌は死去したとされる。享年は、没年が文禄4年（1595年）であれば53、慶長8年（1606年）であれば61。